# Клор, Феликс
Феликс Клор (швед. Felix Niklas Claar; род. 5 января 1997, Норрчёпинг, Эстергётланд) — шведский гандболист, выступает за клуб «Магдебург» и сборную Швеции. Серебряный призёр чемпионата мира 2021 года, чемпион Европы 2022 года, призёр чемпионата Европы 2024 года. Участник двух летних Олимпийских игр 020 и 2024 годов.

## Карьера

### Клубная
Клор начал играть в гандбол на своей родине, в Норрчепинге. В 2013 году он присоединился к гандбольной команде «Алингсос» из одноимённого города. Дебютировал в чемпионате Швеции в возрасте 16 лет. В первый же сезон вместе с клубом выиграл чемпионат Швеции. В 2014 году вновь завоевал титул чемпиона.
Летом 2020 года Клор перешёл в датский клуб первого дивизиона «Ольборг». С этой командой участвовал в финале Лиги чемпионов ЕГФ против «Барселоны», уступив со счетом 23:36. Через несколько дней стал чемпионом Дании с «Ольборгом». В сезоне 2021/22 годов был включен в состав звездной команды датской лиги как лучший полузащитник. В начале сезона 2022/23 года с «Ольборгом» выиграл Суперкубок Дании.
В сезоне 2023/24 годов Феликс перешёл в клуб немецкой бундеслиги «Магдебург», заключив трёхлетний контракт. Впервые выиграл клубный чемпионат мира на IHF Super Globe 2023 года. В 2024 году последовали победы в Кубке и чемпионате Германии.
На церемонии вручения наград EHF Excellence Awards в 2024 году был признан лучшим разыгрывающим.

### Международная карьера в сборной
С 2017 года входит в состав национальной сборной Швеции. Дебютировал 8 июня 2017 года в матче против сборной Польши.
Впервые принял участие в крупном международном турнире среди сборных, выступив на чемпионате мира 2021 года, где выиграл серебряную медаль в составе национальной команды.
На летних Олимпийских играх 2020 года, в составе Швеции дошёл до четвертьфинала, где сборная уступила Испании 33:34.
На чемпионате Европы 2022 года в финале шведы победили испанцев и стали чемпионами Европы. Клор сыграл в семи матчах и забил 18 голов. В 2024 году завоевал бронзовую медаль на чемпионате Европы в Германии, сыграл в девяти матчах и забил 38 голов.
В августе 2024 года был включён в состав Швеции на Олимпийский турнир по гандболу. Сборная Швеции уступила в четвертьфинале сборной Дании 31:32, а игроки команды завершили участие в турнире.